# Conrad Brumann
Conrad Brumann (auch Bruman, * um 1480; † 31. Oktober 1526 in Speyer) war ein deutscher Organist und Komponist.

## Leben und Werk
Conrad Brumann war ein Schüler Paul Hofhaimers. Er ist als Domorganist und Domvikar von 1513 bis zu seinem Tode 1526 in Speyer nachweisbar.
In Leonhard Klebers Tabulaturbuch von 1524 sind Orgelkompositionen Brumanns enthalten.